# 초자본주의
초자본주의(超資本主義, 영어: Supercapitalism)미국 클린턴 정부의 노동부 장관을 역임했던 경제학자 로버트 라이시(영어: Robert B. Reich)가 고안한 개념이며, 정치적 민주주의가 자본주의 경제의 단점을 실질적으로 해결, 제어하지 못하는 정치·경제 상태를 가리키는 용어이다.

## 개요
1929년에서 1933년 사이에 있었던 경제 대공황 시대 이후 미국에 뿌리내린 케인즈주의 경제 정책은 2차 대전 종전 후, 미국을 포함한 서유럽 자본주의 황금기와 만나 '수정자본주의' 시대를 열었으나, 70년대 오일쇼크 이후 신자유주의 시대로 넘어왔다. 신자유주의 경제학자들과 관련 경영자들은 기업 이윤을 최대치로 키우기 위해서 민주주의 통치 영역에 간섭하기 시작했다.
자유자본주의가 경제 영역에 머물러있지 않고, 정치 체제를 훼손하는 상황에서 정부와 의회는 현재 자본주의로 인한 양극화와 기타 사회문제를 해결할 수 없게 됐다. '초자본주의' 용어 자체는 민주주의를 훼손하기에 이른 초자본주의 시대에 진입했으므로, 시민들은 소비자, 투자자의 위치에서 비윤리적 경제 행위, 탐욕을 멀리하고, 시민적 정서를 찾아 민주적 자본주의를 다시 건설해야 한다고 주장한 책인 로버트 라이시의 저서인 《초자본주의》(Supercapitalism : the transformation of business, democracy, and every)에서 등장한 용어이다. 로버트 라이시는 해결책으로 정치와 경제 영역 사이의 로비 활동을 금지하고, 소득세를 올린 다음, 민주 제도를 전문적으로 개혁(참여민주주의 식으로)한다고 주장했다.

## 관련 서적
- 로버트 라이시 저, 《슈퍼자본주의》(2008년 형선호 역, 김영사 출판사)